# Dokumente wachsender Übereinstimmung
Dokumente wachsender Übereinstimmung ist eine ökumenische theologische Publikationsreihe. Sie legt die Ergebnisse aller auf Weltebene zwischen den christlichen Konfessionen durchgeführten offiziellen Lehrgespräche seit 1931 in deutscher Sprache vor. Neben Dialogdokumenten und Konvergenzerklärungen sind auch Erklärungen von Kirchengemeinschaft wie die Leuenberger Konkordie oder die Meißener Gemeinsame Feststellung dokumentiert. Die Bände 1 und 2 erschienen als Gemeinschaftsproduktion der Verlage Otto Lembeck (Frankfurt am Main) und Bonifatius (Paderborn); ab Band 3 wurde die Evangelische Verlagsanstalt (Leipzig) anstelle von Lembeck Kooperationspartner.
Bisher erschienen fünf Bände:
- Harding Meyer, Damaskinos Papandreou, Hans Jörg Urban, Lukas Vischer (Hrsg.): Dokumente wachsender Übereinstimmung. Sämtliche Berichte und Konsenstexte interkonfessioneller Gespräche auf Weltebene. Band 1: 1931–1982. 1983; 2., neubearb. Auflage. 1991, ISBN 3-87088-674-9.
- Harding Meyer, Damaskinos Papandreou, Hans Jörg Urban, Lukas Vischer (Hrsg.): Dokumente wachsender Übereinstimmung. Sämtliche Berichte und Konsenstexte interkonfessioneller Gespräche auf Weltebene. Band 2: 1982–1990. 1992, ISBN 3-87088-675-7.
- Harding Meyer, Damaskinos Papandreou, Hans Jörg Urban, Lukas Vischer (Hrsg.): Dokumente wachsender Übereinstimmung. Sämtliche Berichte und Konsenstexte interkonfessioneller Gespräche auf Weltebene. Band 3: 1990–2001. 2003, ISBN 3-87476-440-0.
- Johannes Oeldemann, Friederike Nüssel, Uwe Swarat, Athanasios Vletsis (Hrsg.): Dokumente wachsender Übereinstimmung. Sämtliche Berichte und Konsenstexte interkonfessioneller Gespräche auf Weltebene. Band 4: 2001–2010. 2012, ISBN 978-3-89710-492-1.
- Johannes Oeldemann, Friederike Nüssel, Uwe Swarat, Athanasios Vletsis (Hrsg.): Dokumente wachsender Übereinstimmung. Sämtliche Berichte und Konsenstexte interkonfessioneller Gespräche auf Weltebene. Band 5: 2010–2019. 2021, ISBN 978-3-89710-903-2.